# Ulwembua usambara
Ulwembua usambara är en spindelart som beskrevs av Griswold 200. Ulwembua usambara ingår i släktet Ulwembua och familjen Cyatholipidae.
Artens utbredningsområde är Tanzania. Inga underarter finns listade i Catalogue of Life.